# Kahramanmaraş
Kahramanmaraş este un oraș din sudul Turciei, reședința provinciei cu același nume. În anul 2000 avea o populație de 326.198 de locuitori.